# Sky (magazine)
Pour les articles homonymes, voir Sky.
Sky est un magazine inflight mensuel édité par la compagnie aérienne américaine Delta Air Lines pour être distribué gratuitement à bord de ses avions de ligne pendant leurs vols passagers.